# World Grand Prix
World Grand Prix - profesjonalny turniej rankingowy snookera, w którym mogą brać udział tylko 32 najlepsi zawodnicy z rocznej listy rankingowej. Inauguracyjna edycja odbyła się w 2015 roku w Venue Cymru w Llandudno w Walii. Obecnym mistrzem jest Ronnie O'Sullivan.

## Historia
Pierwsze zawody World Grand Prix odbyły się w marcu 2015 r. w Llandudno w Walii i były imprezą nierankingową. Wzięło w nich udział 32 najlepszych zawodników z listy World Grand Prix. Lista została sporządzona w oparciu o roczny system rankingowy. Od 2016 roku World Grand Prix rozgrywane jest jako wydarzenie rankingowe. W 2019 roku turniej został włączony do nowo utworzonego Coral Cup i zyskał nazwę „Coral World Grand Prix”. W 2021 roku sponsorem została firma Cazoo, a w 2023 roku Duelbits

## Zwycięzcy
| Rok                              | Zwycięzca         | Finalista         | Wynik | Miejsce             | Miasto        | Sezon   |
| -------------------------------- | ----------------- | ----------------- | ----- | ------------------- | ------------- | ------- |
| World Grand Prix (nierankingowy) |                   |                   |       |                     |               |         |
| 2015                             | Judd Trump        | Ronnie O’Sullivan | 10–7  | Venue Cymru         | Llandudno     | 2014/15 |
| World Grand Prix (rankingowy)    |                   |                   |       |                     |               |         |
| 2016                             | Shaun Murphy      | Stuart Bingham    | 10–9  | Venue Cymru         | Llandudno     | 2015/16 |
| 2017                             | Barry Hawkins     | Ryan Day          | 10–7  | Preston Guild Hall  | Preston       | 2016/17 |
| 2018                             | Ronnie O’Sullivan | Ding Junhui       | 10–3  | Preston Guild Hall  | Preston       | 2017/18 |
| 2019                             | Judd Trump        | Allister Carter   | 10–6  | The Centaur         | Cheltenham    | 2018/19 |
| 2020                             | Neil Robertson    | Graeme Dott       | 10–8  | The Centaur         | Cheltenham    | 2019/20 |
| 2020 (grudzień)                  | Judd Trump        | Jack Lisowski     | 10–7  | Marshall Arena      | Milton Keynes | 2020/21 |
| 2021                             | Ronnie O’Sullivan | Neil Robertson    | 10–8  | Coventry Arena      | Coventry      | 2021/22 |
| 2023                             | Mark Allen        | Judd Trump        | 10–9  | The Centaur         | Cheltenham    | 2022/23 |
| 2024                             | Ronnie O’Sullivan | Judd Trump        | 10–7  | Morningside Arena   | Leicester     | 2023/24 |
| 2025                             | Neil Robertson    | Stuart Bingham    | 10–0  | Kai Tak Sports Park | Koulun        | 2024/25 |